# Kirche Jesu Christi der Heiligen der letzten Tage (Berlin-Tiergarten)

Kirche Jesu Christi der Heiligen der Letzten Tage

Die Kirche Jesu Christi der Heiligen der Letzten Tage steht in der Klingelhöferstraße 24 in Berlin-Tiergarten. Der ursprüngliche Entwurf des Gemeindezentrums stammt von Werner Düttmann. Aufgrund tiefgreifender Veränderungen an seinem Entwurf während der Bauausführung distanzierte er sich von dem Projekt und ließ seinen Namen vom Bauschild entfernen.
Die Gemeinde Tiergarten im Pfahl Berlin der Kirche Jesu Christi der Heiligen der Letzten Tage wurde am 10. September 1961 gegründet. Das Gemeindezentrum entstand 1972/73 als eingeschossige Vierflügelanlage mit angesetztem Kirchsaal. Der Baukörper besteht aus Rahmen in Stahlbeton. Der Campanile aus Fertigteilen in Stahlbeton und Glas, entworfen von Ulrich Reisert, kam erst 1985 hinzu.